# Караш (Болгария)
Караш (болг. Караш) — село в Болгарии. Находится в Врачанской области, входит в общину Роман. Население составляет 98 человек.

## Политическая ситуация
Караш подчиняется непосредственно общине и не имеет своего кмета.
Кмет (мэр) общины Роман — Красимир Петков Петков (независимый) по результатам выборов в правление общины.